# Cuckooland
Cuckooland je sedmé sólové studiové album anglického hudebníka Roberta Wyatta. Vydáno bylo v říjnu roku 2003 společností Hannibal Records a jeho producentem byl spolu s Wyattem Jamie Johnson. Autorkou obalu desky je Wyattova manželka Alfreda Benge. Na album přispěli například David Gilmour, Gilad Atzmon a Paul Weller.

## Ohlas
Kritik Thom Jurek o albu napsal, že „je ironií, že dvě nejodvážnější a nejvíce originální popové desky roku 2003 pocházejí od starých hudebníků – vedle Wyatta ještě HoboSapiens od Johna Calea.“

## Seznam skladeb
| Pořadí | Název                         | Autor                                    | Délka |
| ------ | ----------------------------- | ---------------------------------------- | ----- |
| 1.     | Just a Bit                    | Robert Wyatt                             | 5:09  |
| 2.     | Old Europe                    | Wyatt, Alfreda Benge                     | 4:15  |
| 3.     | Tom Hay's Fox                 | Wyatt                                    | 3:33  |
| 4.     | Forest                        | Wyatt, Benge                             | 7:55  |
| 5.     | Beware                        | Karen Mantler                            | 5:09  |
| 6.     | Cuckoo Madame                 | Wyatt, Benge                             | 5:20  |
| 7.     | Raining in My Heart           | Felice Bryant, Boudleaux Bryant          | 2:42  |
| 8.     | Lullaby for Hamza/Silence     | Wyatt, Benge                             | 5:00  |
| 9.     | Trickle Down                  | Wyatt                                    | 6:47  |
| 10.    | Insensatez                    | Vinicius de Moraes, Antônio Carlos Jobim | 4:24  |
| 11.    | Mister E                      | Mantler                                  | 4:20  |
| 12.    | Lullaloop                     | Benge                                    | 2:59  |
| 13.    | Life Is Sheep                 | Mantler                                  | 4:14  |
| 14.    | Foreign Accents               | Wyatt                                    | 3:48  |
| 15.    | Brian the Fox                 | Wyatt                                    | 5:31  |
| 16.    | La Ahada Yalam (No-One Knows) | Nizar Zreik                              | 4:16  |

## Obsazení
- Robert Wyatt – zpěv, perkuse, klavír, trubka, kornet, činely, bicí, klávesy
- Karen Mantler – harmonika, klavír, klávesy, zpěv
- Phil Manzanera – zpěv
- Alfreda Benge – zpěv
- Brian Eno – zpěv
- David Gilmour – kytara
- Paul Weller – kytara
- Annie Whitehead – pozoun
- Gilad Atzmon – altsaxofon, tenorsaxofon, klarinet, flétna
- Jamie Johnson – baskytara, zpěv
- Yaron Stavi – kontrabas
- Jennifer Maidman – akustická kytara, akordeon